# Griekenland op het Eurovisiesongfestival 2005
Griekenland nam deel aan het Eurovisiesongfestival 2005 in Kiev, Oekraïne. Het was de 26ste deelname van het land aan het Eurovisiesongfestival. ERT was verantwoordelijk voor de Griekse bijdrage voor de editie van 2005. Griekenland won het Eurovisiesongfestival voor de eerste keer dankzij Elena Paparizou en haar nummer My number one.

## Selectieprocedure
De artiest die Griekenland op het Eurovisiesongfestival van 2005 zou vertegenwoordigen, werd door omroep ERT intern aangeduid. Aanvankelijk was Despina Vandi een serieuze kanshebber voor deelname geweest, maar met haar wist de omroep niet tot een overeenkomst te komen. Vervolgens werd gekozen voor Elena Paparizou, die in 2001 ook al eens voor Griekenland aan het songfestival had meegedaan als lid van Antique. Destijds was zij op de derde plaats geëindigd. De keuze voor Paparizou werd op 22 januari 2005 bekendgemaakt.
Door zowel Griekse als buitenlandse componisten werden voor deze editie in totaal honderd liedjes ingestuurd. De ERT, platenmaatschappij Sony BMG en Paparizou zelf selecteerden hieruit vier potentiële inzendingen. Er bleven nog drie over nadat een van de nummers, The light in our soul van componist Kostas Bigalis, gediskwalificeerd werd omdat het te vroeg was uitgebracht. Uiteindelijk zou in een nationale finale een definitieve keuze worden gemaakt door een jury en televoting, die respectievelijk 40 en 60% van de stemmen in handen hadden.
De nationale finale vond op 2 maart 2005 plaats in muziekzaal Fever in Athene en werd gepresenteerd door Alexandra Pascalidou. Behalve de drie nummers die door Paparizou werden vertolkt bevatte de show ook enkele gastoptredens van eerdere songfestivalkandidaten. Met overmacht werd My number one gekozen als de Griekse inzending.

### Uitslag[1]
| Volgorde | Lied           | Componist                          | Jury | Televote/SMS | Plaats |
| -------- | -------------- | ---------------------------------- | ---- | ------------ | ------ |
| 1        | My number one  | Christos Dantis & Natalia Germanou | 83   | 152.269      | 1ste   |
| 2        | OK             | Christodoulos Siganos & Valentino  | 46   | 73.500 (est) | 2de    |
| 3        | Let's get wild | Douglas Carr                       | 48   | 20.500 (est) | 3de    |

## In Kiev
De vijftigste editie van het Eurovisiesongfestival vond in 2005 plaats in de Oekraïense hoofdstad Kiev. Na een promotiecampagne die Elena Paparizou in diverse Europese landen had gevoerd, was Griekenland in de peilingen uitgegroeid tot een van de favorieten voor de overwinning. Dankzij het goede resultaat van de Grieken in 2004 (derde plaats), mocht Paparizou de halve finale overslaan en automatisch aantreden in de finale. Deze werd gehouden op 21 mei 2005.
In de finale trad Griekenland als negentiende aan, na Kroatië en voor Rusland. Op het podium werd Elena Paparizou door vier dansers vergezeld, met wie zij een strakke choreografie opvoerde. Bij de puntentelling ontving zij van tien landen het maximumaantal van 12 punten, waaronder van België. Nederland had 10 punten over voor de inzending. De uiteindelijke score van 230 punten was voor de Grieken goed genoeg om hun eerste songfestivaloverwinning ooit binnen te slepen. De voorsprong op de nummer 2, Malta, bedroeg 38 punten. Door de zege mocht Griekenland het Eurovisiesongfestival 2006 gaan organiseren.

### Gekregen punten

#### Finale
| 12 punten | 10 punten                                               | 8 punten             | 7 punten                                    | 6 punten                        |
| --- | ------------------------------------------------------- | -------------------- | ------------------------------------------- | ------------------------------- |
| - Albanië - België - Bulgarije - Cyprus - Duitsland - Hongarije - Servië en Montenegro - Turkije - Verenigd Koninkrijk - Zweden | - Nederland - Roemenië                                  | - Frankrijk - Spanje | - Israël - Noord-Macedonië - Zwitserland    | - Bosnië en Herzegovina - Malta |
| 5 punten | 4 punten                                                | 3 punten             | 2 punten                                    | 1 punt                          |
| - Kroatië | - Andorra - Moldavië - Noorwegen - Oostenrijk - Rusland | - Finland - Portugal | - Denemarken - Ierland - IJsland - Slovenië | - Litouwen - Polen              |

### Punten gegeven door Griekenland

#### Halve Finale
Punten gegeven in de halve finale:
| 12 punten | Roemenië    |
| 10 punten | Polen       |
| 8 punten  | Wit-Rusland |
| 7 punten  | Bulgarije   |
| 6 punten  | Moldavië    |
| 5 punten  | Hongarije   |
| 4 punten  | Noorwegen   |
| 3 punten  | Zwitserland |
| 2 punten  | Denemarken  |
| 1 punt    | Oostenrijk  |

#### Finale
Punten gegeven in de finale:
| 12 punten | Cyprus               |
| 10 punten | Albanië              |
| 8 punten  | Malta                |
| 7 punten  | Moldavië             |
| 6 punten  | Servië en Montenegro |
| 5 punten  | Roemenië             |
| 4 punten  | Noorwegen            |
| 3 punten  | Zwitserland          |
| 2 punten  | Hongarije            |
| 1 punt    | Letland              |

1974 · 1975 · 1976 · 1977 · 1978 · 1979 · 1980 · 1981 · 1982 · 1983 · 1984 · 1985 · 1986 · 1987 · 1988 · 1989 · 1990 · 1991 · 1992 · 1993 · 1994 · 1995 · 1996 · 1997 · 1998 · 1999-2000 · 2001 · 2002 · 2003 · 2004 · 2005 · 2006 · 2007 · 2008 · 2009 · 2010 · 2011 · 2012 · 2013 · 2014 · 2015 · 2016 · 2017 · 2018 · 2019 · 2020 · 2021 · 2022 · 2023 · 2024 · 2025